# Кузнецов Анатолій Васильович
Анато́лій Васи́льович Кузнецо́в (18 серпня 1929, Київ,— 13 червня 1979, Лондон) — український письменник та прозаїк. Автор біографічного роману-документу «Бабин Яр».

## Життєпис

### Радянський період життя і творчості

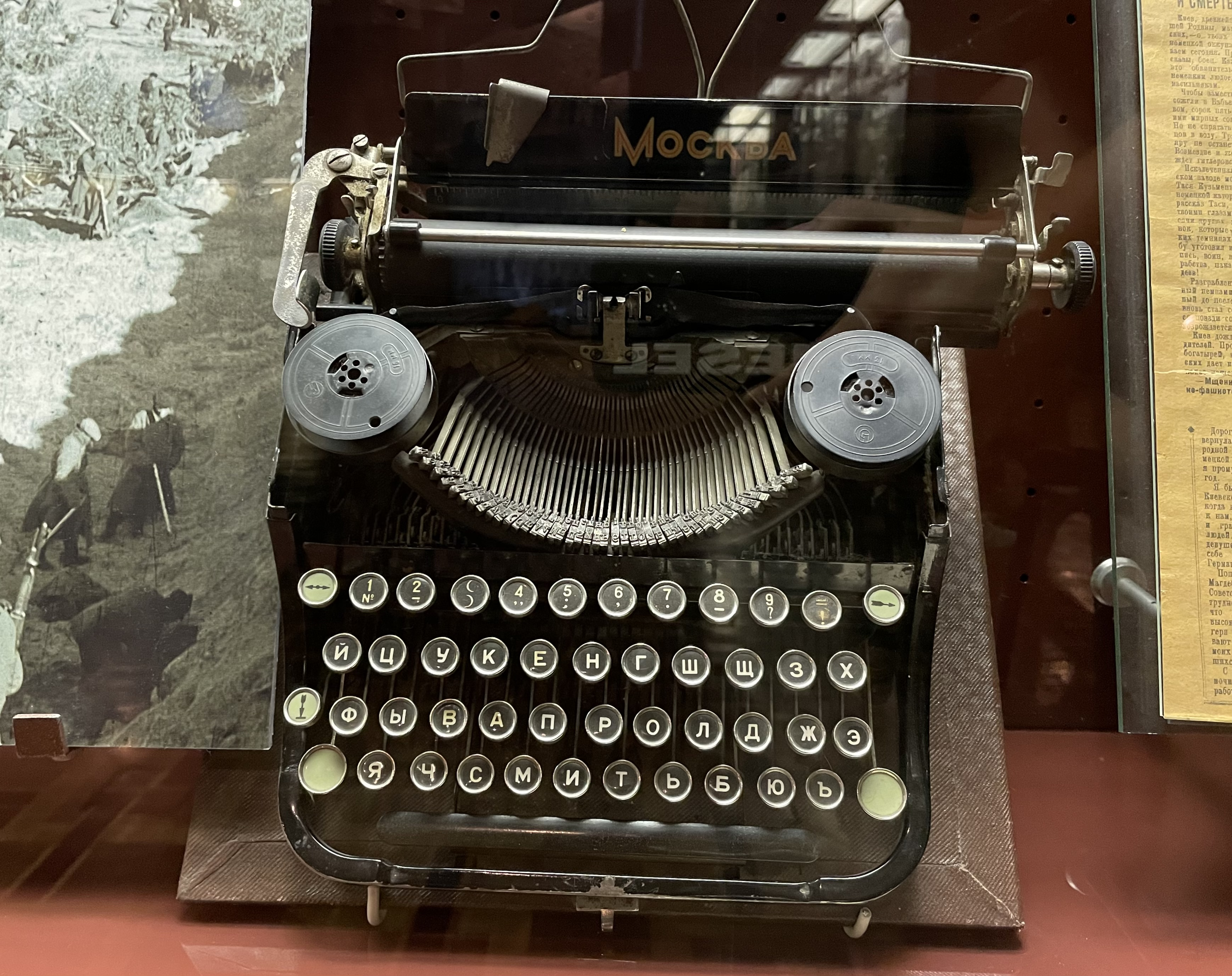
Друкарська машинка «Москва» Анатолія Кузнєцова, 1955—1969 рр. Національний музей історії України у Другій світовій війні, Київ. Рукою письменника на машинці зроблено напис: "Она написала «Продолжение легенды», «У себя дома», «Бабий Яр».

Народився і провів дитячі роки в київській місцевості Куренівка, де мешкав разом з матір'ю-вчителькою, етнічною українкою, та її батьками-пенсіонерами в районі теперішнього Куренівського ринку (приватний сектор біля Петропавлівської площі, будинок не зберігся), вчився в школі, що зараз є ліцеєм № 8. Батько, росіянин, колишній військовослужбовець, а згодом — інженер, залишив сім'ю й виїхав до Нижнього Новгорода.
Із початком нацистської окупації Києва у вересні 1941 став свідком подій, що відбувалися довкола Бабиного яру. Свої враження, спостереження й роздуми таємно занотовував. Пізніше ці автобіографічні записи лягли в основу його роману-документу «Бабин Яр» (Бабий Яр).
1952 працював на будівництві Каховської ГЕС. Член КПРС з 1955.
1955 вступив до Літературного інституту імені Горького (Москва), який закінчив 1960 року. Під час навчання працював деякий час бетонярем на будівництві Іркутської ГЕС, що дало йому матеріал для першої повісті «Продовження легенди» (Продолжение легенды) (1957), яка принесла авторові відомість у Радянському Союзі.
1966 почав готувати до публікації свої спогади про життя в окупованому Києві. Крім автобіографічних записів, письменник включив до роману «Бабин Яр» свідчення людей, які пережили масові розстріли в Бабиному яру. Попри численні цензурні перепони, твір було опубліковано (після схвалення Ідеологічним відділом ЦК КПРС) у скороченому вигляді: спочатку в журналі «Юность» (№ 8 — 10, 1966), а через рік окремою книжкою у видавництві «Молодая гвардия».
Наступний великий твір письменника — роман «Вогонь» (Огонь), пройнятий глибоким песимізмом. Тема роману — крах сподівань і людських доль.

### Еміграція
1969 виїхав до Лондона у творче відрядження (офіційно — для збирання матеріалів до майбутньої книги про II з'їзд РСДРП). У серпні того самого року попросив політичного притулку у Великій Британії.
За зізнанням самого А. Кузнецова, за півроку до закордонної поїздки він був змушений стати позаштатним агентом КДБ і доносити на деяких колег-письменників. Це вможливило отримання дозволу на виїзд до Британії.
У 1970 у видавництві «Посев» опубліковано повний текст «Бабиного Яру».
В останніх роках життя працював у лондонській редакції Радіо «Свобода».
У 2002 році побачило світ видання з епістолярної спадщини письменника «Між Ґрінвічем і Куренівкою…» (Между Гринвичем и Куреневкой: Письма Анатолия Кузнецова матери из эмиграции в Киев).
В історію літератури Анатолій Кузнецов увійшов як представник «сповідальної прози».
Син Олексій Анатолійович Кузнецов — журналіст Радіо «Свобода».

## Родина
- Мати — Марія Федорівна Кузнецова (1904—1992), понад сорок років працювала вчителькою.
- Батько — Василь Герасимович Кузнецов (1899—1964) начальник цеха на Горьківському автомобільному заводі (ГАЗ).
- Перша дружина — Ірина Нифонтівна Марченко (1935—1995), філолог.
  - Син — Олексій Анатолійович Кузнецов (1960—2019), театральний критик, журналіст[3].
- Друга дружина (фактична) Надія Цуркан (1945 р.н), яка була його літературним секретарем у Тулі.
  - Син Анатолій, нар. у 1970 році (вже після втечі батька у Англію)
- Третя дружина і вдова — Іоланта Райт, польська журналістка.
  - Дочка Марія-Анатолія, нар. 1979.

## Увічнення пам'яті

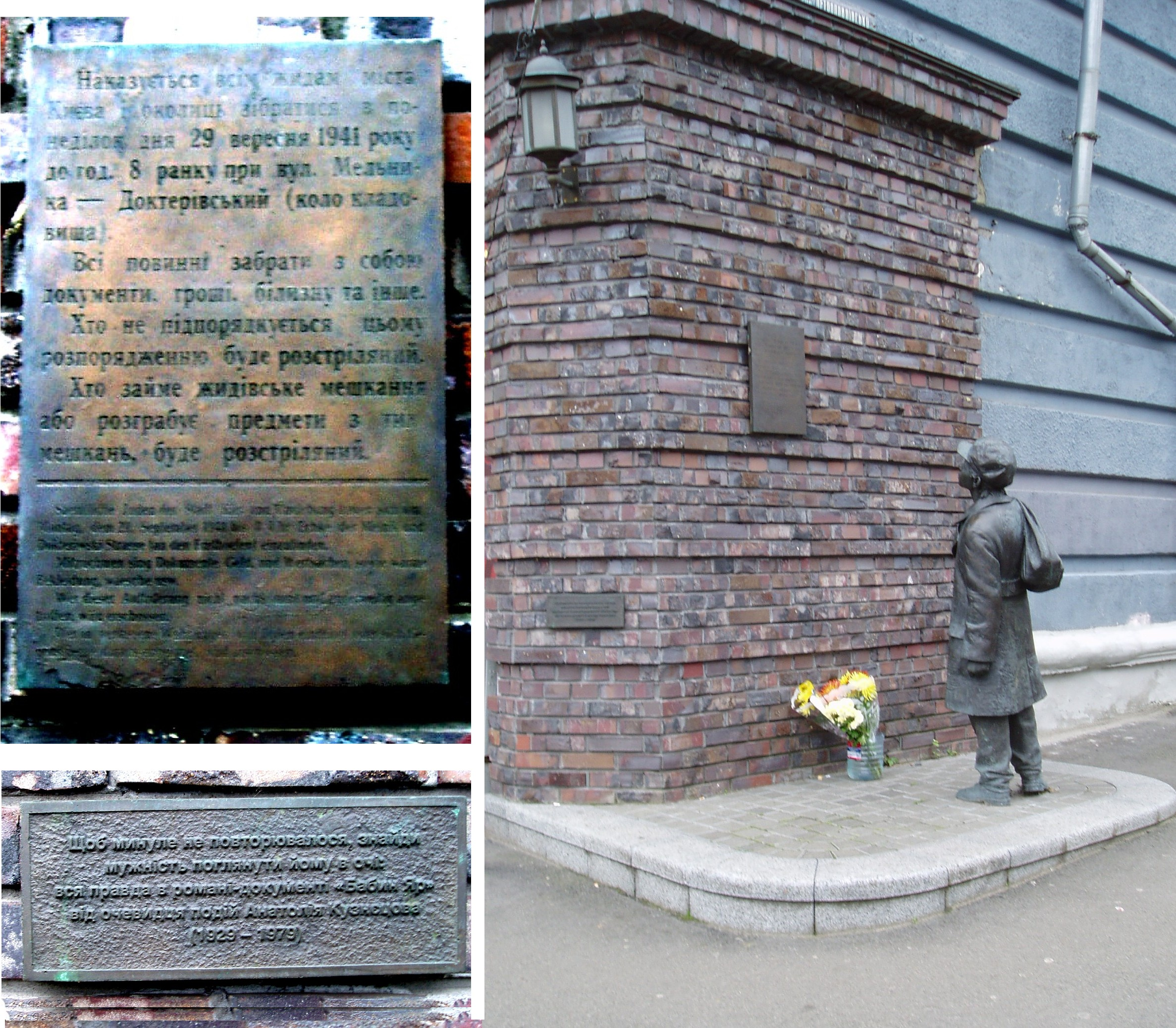
Пам'ятник Анатолію Кузнєцову у Києві. Скульптор В. Журавель. Бронза, 2009

У 2009 році в Києві на Куренівці, на розі вулиць Кирилівської й Петропавлівської, відкрито пам'ятник, присвячений А. Кузнецову та юним героям його роману «Бабин Яр» (цей пам'ятний знак відомий також як «пам'ятник дітям війни»). Являє собою бронзову скульптуру хлопчика-підлітка, в одязі 1940-х років, який при світлі ліхтаря читає листівку з наказом нацистської окупаційної влади. Автор пам'ятного знака — скульптор Володимир Журавель.
16 грудня 2021 року на честь письменника була названа вулиця у Подільському районі міста Києва.